# جان آر. دیلی
جان آر. دیلی (انگلیسی: John R. Dailey؛ زادهٔ ۱۷ فوریهٔ ۱۹۳۴) ژنرال آمریکایی از نیروی تفنگداران دریایی ایالات متحده آمریکا است. وی بین سال های ۱۹۹۲ تا ۱۹۹۹ کفیل معاون مدیر کل ناسا بود. وی از سال ۲۰۰۰ میلادی تا ۲۰۱۸ میلادی رئیس موزه ملی هوافضای اسمیتسونین بوده است.